# Santiurde de Reinosa
Santiurde de Reinosa és un municipi de la Comunitat Autònoma de Cantàbria. Es troba en la comarca de Campoo-Los Valles i limita al nord amb Bárcena de Pie de Concha, al sud amb Campoo de Yuso, a l'oest amb Hermandad de Campoo de Suso i a l'est amb Pesquera i San Miguel de Aguayo.

## Localitats
- Lantueno, 146 hab.
- Rioseco, 46 hab.
- Santiurde de Reinosa (Capital), 87 hab.
- Somballe, 46 hab.

## Demografia
| 1900  | 1910  | 1920  | 1930 | 1940 | 1950 | 1960 | 1970 | 1980 | 1990 | 2000 | 2006 |
| ----- | ----- | ----- | ---- | ---- | ---- | ---- | ---- | ---- | ---- | ---- | ---- |
| 1.083 | 1.037 | 1.035 | 973  | 957  | 918  | 856  | 652  | 515  | 420  | 321  | 325  |

Font: INE

## Administració
| Eleccions municipals, 25 de maig de 2003 |      |        |          |
| Partit                                   | Vots | %      | Regidors |
| PSOE                                     | 158  | 55,63% | 4        |
| PRC                                      | 79   | 27,82% | 2        |
| PP                                       | 47   | 16,55% | 1        |

| Eleccions municipals, 27 de maig de 2007 |      |        |          |
| Partit                                   | Vots | %      | Regidors |
| PSOE                                     | 146  | 59,84% | 4        |
| PRC                                      | 65   | 26,64% | 2        |
| PP                                       | 32   | 13,11% | 1        |